# NAP1L4
La proteína de ensamblaje de nucleosomas 1-like 4 (NAP-2) es una proteína que en humanos está codificada por el gen NAP1L4.http://dx.doi.org/10.1006/jmbi.2000.3674http://dx.doi.org/10.1006/geno.1997.4868https://doi.org/10.1093/hmg/5.11.1743
Este gen codifica un miembro de la familia de proteínas de ensamblaje de nucleosomas (NAP) que puede interactuar con las histonas centrales y enlazadoras http://dx.doi.org/10.1006/jmbi.2000.3674 y puede formar nucleosomas in vitro, demostrado por reacciones de supercoiling del ADN plasmidio http://dx.doi.org/10.1006/geno.1997.4868 https://doi.org/10.1093/nar/gkp273. Puede desplazarse entre el citoplasma y el núcleo, lo que sugiere un papel como acompañante de histonas https://doi.org/10.1006/geno.1997.4868 . Este gen es uno de varios ubicados cerca del dominio del gen impreso de 11p15.5, una importante región del gen supresor de tumores https://doi.org/10.1006/geno.1997.4868 https://doi.org/10.1093/hmg/5.11.1743.  Las alteraciones en esta región se han asociado con el síndrome de Beckwith-Wiedemann, el tumor de Wilms, el rabdomiosarcoma, el carcinoma adrenocortical y el cáncer de pulmón, ovario y mama.